# Lago Puelo (ort)
Lago Puelo är en ort i Argentina.   Den ligger i provinsen Chubut, i den sydvästra delen av landet, 1 400 km sydväst om huvudstaden Buenos Aires. Lago Puelo ligger 207 meter över havet och antalet invånare är 4 046. Den ligger vid sjön Lago Puelo.
Terrängen runt Lago Puelo är kuperad åt sydost, men åt nordväst är den bergig. Närmaste större samhälle är El Bolsón, 14,9 km norr om Lago Puelo.
I omgivningarna runt Lago Puelo växer i huvudsak blandskog. Trakten runt Lago Puelo är nära nog obefolkad, med mindre än två invånare per kvadratkilometer.